# Ludovico Chigi Albani della Rovere

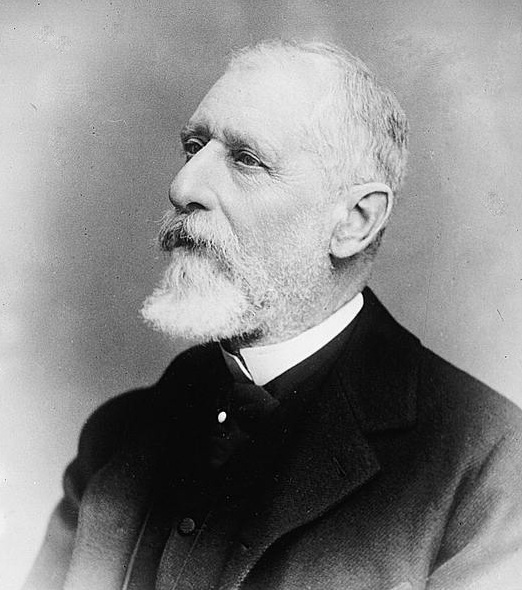
Ludovico Chigi Albani della Rovere

Großmeisterwappen von Ludovico Chigi Albani della Rovere

Ludovico Chigi Albani della Rovere (* 10. Juli 1866 in Ariccia; † 14. November 1951 in Rom), 8. Fürst von Farnese und Campagnano, 4. Fürst von Soriano, 8. Herzog von Ariccia und Formello, Marchese di Magliana Pecorarecci, war erblicher Marschall der Heiligen Römischen Kirche, Kustode (Hüter/Beschützer) des Konklave und 76. Großmeister des Malteserordens.

## Leben
Chigi gehörte den bekanntesten Fürstengeschlechtern von Rom an, er war der Sohn des Malteserritters Fürst Mario Chigi Albani della Rovere (1832–1914), Fürst des Heiligen Römischen Reiches, und dessen Gemahlin Prinzessin Antoinette zu Sayn-Wittgenstein-Sayn (1837–1918).
Vom 30. Mai 1931 bis zu seinem Tod durch Herzinfarkt im Jahre 1951 war er der 76. Großmeister des Malteserordens. Unter seiner Führung entwickelten sich die großen Pflege- und karitativen Aktivitäten des Ordens während des Zweiten Weltkrieges. Im Jahre 1947 wurde er Präsident des internationalen Ausschusses zur Überwachung des Wiederaufbaus der Abtei von Monte Cassino. Chigi war verantwortlich für drei päpstliche Konklaven. Er war ein Ehrenmitglied der Päpstlichen Akademie der Wissenschaften.

## Familie
Am 5. Juni 1893 heiratete Chigi in Rom Donna Anna Aldobrandini, Prinzessin von Sarsina (* 8. Dezember 1874 in Rom; † 17. September 1898 in Ariccia), die Tochter von Pietro Fürst Aldobrandini, Fürst von Sarsina, und seiner Frau, Françoise Charlotte Victorine Marie de La Rochefoucauld.
Sie hatten zwei Kinder:
- Fürst Sigismondo Chigi Albani della Rovere (* 12. Dezember 1894 in Rom; † 24. Dezember 1982 in Rom)
- Prinzessin Laura Maria Caterina Chigi Albani della Rovere (* 30. April 1898 in Rom; † 4. November 1984 in Rom)

## Ehrungen und Auszeichnungen
- 1946 Annunziaten-Orden
- 1946 Großkreuz des Ordens der hl. Mauritius und Lazarus
- 1946 Großkreuz des Ordens der Krone von Italien
- Zivilverdienstorden von Savoyen
- Päpstlicher Christusorden